# Polyergus nigerrimus

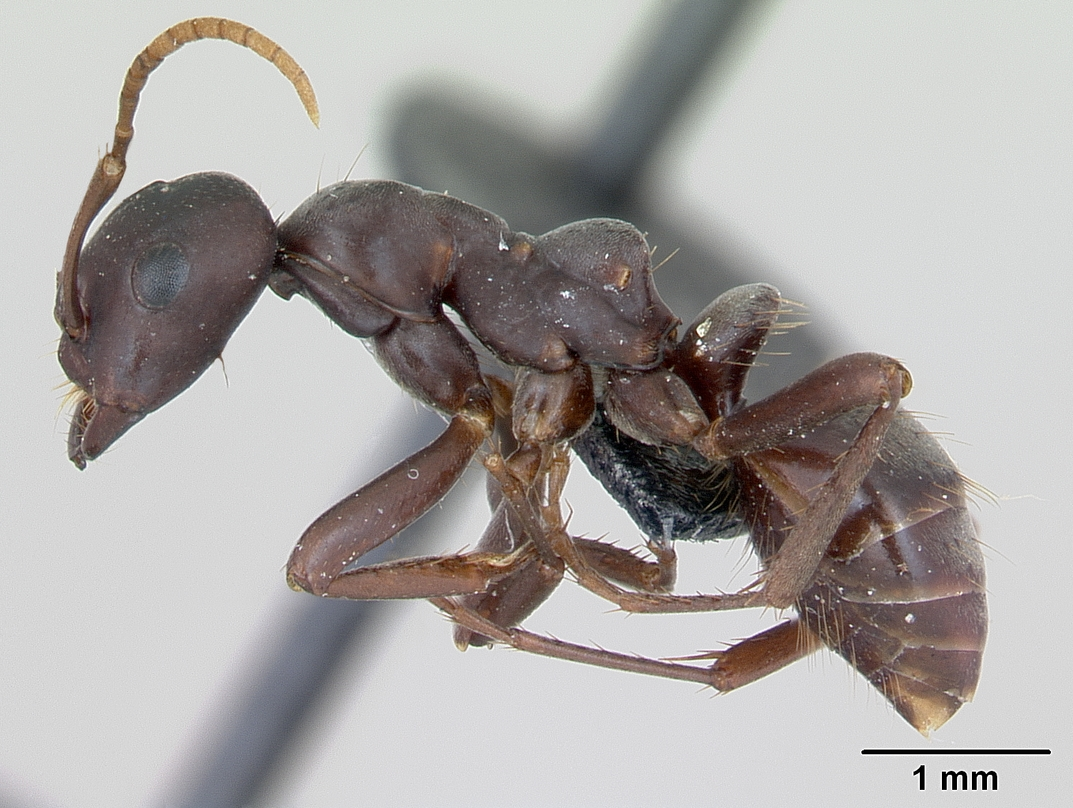
Polyergus nigerrimus (вид сбоку)

Polyergus nigerrimus  (лат.) — вид муравьёв-рабовладельцев из рода муравьёв-амазонок подсемейства Формицины (Formicinae).

## Распространение
Россия, Южная Сибирь (Бурятия, Тува), Монголия.

## Описание
Ведут «рабовладельческий» образ жизни. Рабочие имеют длину 4,5—5,0 мм (самки — до 7,5 мм, самцы — до 5,5 мм). Окраска чёрная, ноги и усики — желтовато-коричневые. Тело рабочих матовое, самки блестящие. Чешуйка петиоля стебелька толстая, почти квадратная. Обитают в степях Тувинской котловины. Гнёзда земляные, сходны по строение с муравейниками вида Formica picea. Именно этот вид и используется в качестве «рабов». Муравьи Formica picea выполняют все работы по гнезду (строят, ухаживают за личинками, добывают пищу). Вид был впервые обнаружен в Туве (Кызыл) и описан советским энтомологом Павлом Иустиновичем Мариковским в 1963 году.

## Красная книга
Муравьи Polyergus nigerrimus включены в «Красный список угрожаемых видов» международной Красной книги Всемирного союза охраны природы в статусе Vulnerable species (таксоны, которые «находятся в уязвимом положении», уязвимые виды).